# Comœdia
Pour les articles homonymes, voir Comœdia (homonymie).
Le Comœdia, anciennement le Berthelot, est un complexe de salles de cinéma de Lyon.

## Historique
En 1914, un forain, Jules Melchior Pinard, installe son projecteur avenue Berthelot. Le succès de son attraction l'encourage à ouvrir trois salles fixes, dont le Berthelot, qui devient le Comœdia lorsqu'Émile Peyre le rachète en 1924. Ce dernier agrandit alors la salle pour proposer 900 places assises puis est un des premiers à s'offrir des équipements sonores et, encore plus tard, un système de projection 70 mm.
Les bombardements du 26 mai 1944 détruisent le Comœdia, mais il est reconçu par l'architecte Georges Peynet et il ouvre de nouveau en 1949. La salle, alors équipée d'un écran plus moderne de 100 m2, est un énorme succès à Lyon, à tel point que même des Parisiens viennent régulièrement voir des films 70 mm qui ne sont plus projetés à Paris. C'est ensuite Pierre et Jacques Lapouble (fils de Rémi Lapouble, le gendre d'Émile Peyre) qui font passer au Comœdia le cap des complexes en dotant le cinéma de deux salles supplémentaires en 1974, puis trois autres en 1987. En 1979, Apocalypse Now inaugure en France le Dolby stéréo au Comœdia.
Puis UGC rachète le complexe en 1993, proposant une offre de films grand public en versions originales. Malgré le succès apparent du Comœdia, UGC décide de le fermer en décembre 2003, reportant son offre sur ses autres complexes lyonnais de l'Astoria et du Ciné Cité Internationale.
Le Comœdia est alors racheté et remis sur pied par Marc Guidoni et Marc Bonny, rénové par l'architecte Yann Lecocq (qui avait déjà réalisé l'agrandissement en 1984) et donc rouvert le 15 novembre 2006. La partie inférieure de la grande salle de 700 places (sur deux niveaux) a été supprimée, réduisant le nombre de places à 292. Un documentaire a également été réalisé à cette occasion : Comœdia, une renaissance.
Fin 2007, deux plaintes sont déposées contre le Comœdia: l'une par Uniciné pour concurrence déloyale à cause des 600 000 € de subventions publiques qui lui ont été accordées par le CNC, l'autre par UGC pour l'utilisation du nom commercial appartenant à UGC. Le Comœdia lance alors un blog et une pétition pour recueillir des soutiens de spectateurs. Concernant la plainte pour l'utilisation du nom, UGC est condamné en référé en mars 2008 pour « procédure abusive » et doit verser 7 000 € de dommages et intérêts au Comœdia.
En 2014, le Comœdia annonce l'ouverture prochaine de trois nouvelles salles, au fond du cinéma, dans les anciens locaux de l'INPI. Entretemps, l'Institut Lumière ayant racheté trois cinémas pour former les Cinémas Lumière, Marc Bonny a revu la capacité à la baisse,. Par ailleurs, afin de permettre l'accès à ces salles, la salle 6 a dû être réduite côté écran, passant de 78 à 62 sièges. Les trois nouvelles salles, de 85, 80 et 50 fauteuils, ouvrent le 18 octobre 2017,. Le Comœdia dispose alors de 9 écrans.
En 2018, le Comœdia enregistre un record de 420 000 entrées.
En 2021, Frédérique Duperret et Ronan Frémondière reprennent le Comœdia.
En mars 2023[réf. souhaitée], les salles 4, 5 et 6 sont temporairement fermées en raison de travaux sur un immeuble attenant. Il est annoncé que la salle 4 (jusqu'alors la deuxième plus grande salle du Comœdia avec 230 places) sera amputée d'une partie de sa surface et perdra une centaine de places. Les salles rouvrent progressivement de fin 2023 à début 2024. La salle 4, entièrement refaite, est dorénavant en gradins et n'a plus que 124 fauteuils.
Depuis début 2024, la salle 1 est équipée d'un projecteur laser 4K. La salle 4 refaite est aussi équipée d'un projecteur laser.

## Programmation
Le Comœdia propose une programmation habituelle d'art et essai. Les festivals Hallucinations collectives et Mutoscope y ont lieu entièrement. Quelques séances d'autres festivals lyonnais (festival Lumière, Écrans mixtes, etc.) y sont aussi programmées.

## Prix et reconnaissances
En 2018, le Comœdia reçoit, avec les Cinémas Lumière, le « Prix de l'entrepreneur de l'année »,.
En 2025, il reçoit le trophée Deluxe de l'exploitant de l'année, un prix prestigieux attribué par la revue professionnelle Le Film français,.

## Fiche technique
Le Comœdia fait partie du Groupement régional d'actions cinématographiques (GRAC).
Les 9 salles :
- Salle 1 : 292 places, écran de 14 m (projecteur laser 4K) ;
- Salle 2 : 114 places, écran de 7,2 m ;
- Salle 3 : 86 places, écran de 6,5 m ;
- Salle 4 : 124 places (projecteur laser) ;
- Salle 5 : 169 places, écran de 8,8 m ;
- Salle 6 : 62 places, écran de 5,8 m ;
- Salle 7 : 47 places, écran de 6 m ;
- Salle 8 : 80 places, écran de 6,5 m ;
- Salle 9 : 84 places, écran de 6,5 m.

## Accès
Le cinéma Comœdia est desservi par le tramway  , à la station Centre Berthelot – Sciences Po Lyon.
Une station Vélo'v se trouve à proximité, rue Pasteur, à l'angle de l'avenue Berthelot.